# Blaufelden
Blaufelden – miejscowość i gmina w Niemczech, w kraju związkowym Badenia-Wirtembergia, w rejencji Stuttgart, w regionie Heilbronn-Franken, w powiecie Schwäbisch Hall. Leży ok. 27 km na północny wschód od Schwäbisch Hall, przy drodze krajowej B290 i linii kolejowej Crailsheim–Lauda-Königshofen.